# Milton Romney
Milton Addas Romney (Salt Lake City, 20 giugno 1899 – Little Rock, 10 novembre 1975) è stato un giocatore di football americano statunitense che ha militato nel ruolo di quarterback e halfback nella National Football League (NFL).

## Carriera
Romney giocò in attacco per i Racine Legion dal 1923 al 1924 e fu il quarterback dei Chicago Bears dal 1925 al 1928. In precedenza aveva giocato come quarterback alla University of Chicago all'inizio degli anni venti quando i Maroons erano una formazione vincente, venendo nominato capitano della squadra nel 1922.